# Himantura leoparda
Himantura leoparda ist eine Rochenart aus der Familie der Stechrochen (Dasyatidae) und eine von vier Vertretern der Gattung Himantura. Die Erstbeschreibung ist im Jahr 2008 verfasst worden; zur Biologie ist wenig bekannt, was auch in Verwechslungen mit zwei nah verwandten Arten begründet ist.

## Merkmale
Dieser Rochen kann einen Durchmesser von bis zu 1,1 m (gemessen bei einem weiblichen Exemplar), nach anderer Angabe 1,4 m erreichen. Es besteht eine enge Verwandtschaft zu zwei weiteren Himantura-Arten: Himantura uarnak und Himantura undulata, die sehr ähnlichen Rückenmusterungen und Körperformen begründen die Errichtung eines „Uarnak-Komplexes“, eine Untergruppe an Stechrochen mit netzartiger, augenartiger oder gefleckter Hautmusterung. Himantura leoparda kann aufgrund der besonderen Form der Placoidschuppen und der leopardenartigen Musterung der Rücken adulter Exemplare abgegrenzt werden.
Jungtiere aller drei Arten des Uarnak-Komplexes werden bei unterschiedlichen Größen geboren und variieren leicht in Bezug auf Farbmuster und Placoidschuppengestalt.
In der Vergangenheit wurde Himantura leoparda mit folgenden, irrtümlich vergebenen Artennamen, bezeichnet: Dasyatis uarnak (Wallace 1967), Himantura fava (Compagno & Roberts 1982), Himantura sp. 1 (Gloerfelt-Tarp & Kailola 1984), Himantura uarnak (Compagno 1986, Compagno et al. 1989) und Himantura undulata (Last & Stevens 1994, Last & Compagno 1999, White et al. 2006).

## Verbreitung
Die Art kommt im Indopazifik von den afrikanischen Küsten bis nach Neuguinea und von Thailand im Norden und Australien im Süden vor. Sie lebt in marinen Biotopen mit weichen Substraten von Strandnähe bis in mindestens 70 Metern Tiefe.

## Lebensweise
Mit einer Länge beziehungsweise Spannweite von etwa 70 bis 80 Zentimetern tritt die Geschlechtsreife ein. Jungtiere dieser viviparen Rochen kommen mit einer Größe von 20 Zentimetern auf die Welt.

## Bedrohungsstatus
Der Einstufung der IUCN nach ist die Art gefährdet (vulnerable). Die Befischung der Tiere (im südostasiatischen Raum) hat den Gewinn von Knorpel, Fischfleisch und der sehr wertgeschätzten Haut zum Ziel. Zusätzlich zu diesem Jagddruck werden die küstennahen Biotope durch Verschmutzung und Bebauung ge- oder zerstört.